# Storsteinnes
Storsteinnes er en by der er administrationsby i Balsfjord kommune i Troms og Finnmark fylke i Norge. Byen har 971 indbyggere (2012), og ligger inderst i Sørkjosen i Balsfjorden. Byen er den største i kommunen, foran Nordkjosbotn.

## Stedet
Storsteinnes var tidligere et vejknudepunkt i fylket, men efter omgribende forandringer af vejnettet, kom stedet væk fra E6, som er hovedfærdselsåren gennem Troms.
Mange af Storsteinnes arbejdspladser er i dag tilknyttet kommunal service og administration. Landbrug står også for en væsentlig del af arbejdspladserne i kommunen, både med primærproduktion og tjenesteydelser. TINE har et stort mejeri (osteproduktion) og gedeosteri i Storsteinnes, og der er også virksomheder der producerer foder til husdyr og fisk.
I kommunecenteret findes også handels- og servicevirksomheder indenfor forskellige brancher; hus- og byggeleverandører (Maxbo og Byggmakker), flere elektriske firmaer (JM Hansen, Euronics), rørlæggerforretninger, tøj og sko, gavebutik, Sparebank 1 Nord-Norge, vinmonopol, sportsbutik, optiker, frisører, dagligvarebutikker, bilværksteder og traktorværksted. Dertil både offentlig og privat tandlæge, kommunalt lægecenter, apotek, veterinærkontor. Storsteinnes centrum har også et fint udvalg af cafeer, spisesteder og en pub.
I idrætsparken på Moan ligger Balsfjordhallen som er genrejst efter storbranden i 2010. Her findes også Moan Kunstgress, skiskytteanlæg, lysløjpe og Storsteinnes skole. Midt-Troms Museums afdeling Fjordmuseet ligger her og viser sine besøgende naturhistorie.
Byen har også en fodboldklub som spiller i 5. division, avd. 2 i Troms, Storsteinnes IL